# Преображение Господне (Прилеп)
„Свето Преображение Господне“ е православна църква в град Прилеп, Северна Македония. Църквата е под управлението на Преспанско-Пелагонийската епархия на Македонската православна църква – Охридска архиепископия.

## История
Църквата е построена в 1871 година след отделянето на българската и влашката гъркоманска община в града. Българите дават на власите 25 000 гроша, с които те след получаване на ферман, построяват „Свето Преображение“, затова тя е известна като Гръцката църква (Грчка црква). Изградена е върху терен, подарен от семейство Налетови. При строежа водачът на партията на младите в българската община Методий Кусев заявява в реч в българската църква: „Анатема да бъде на оня българин, който би помогнал с нещо за постройката на гръцката църква, и който би пристъпил прага ѝ“.
Църквата представлява трикорабна базилика, с пет купола, повдигната над нивото на земята, което показва привилегированото положение на гъркоманите. На външната източна страна има деветоъгълна апсида.
Най-значимите икони в църквата са дело на крушевския зограф Николай Михайлов.